# Zwitsalterrein

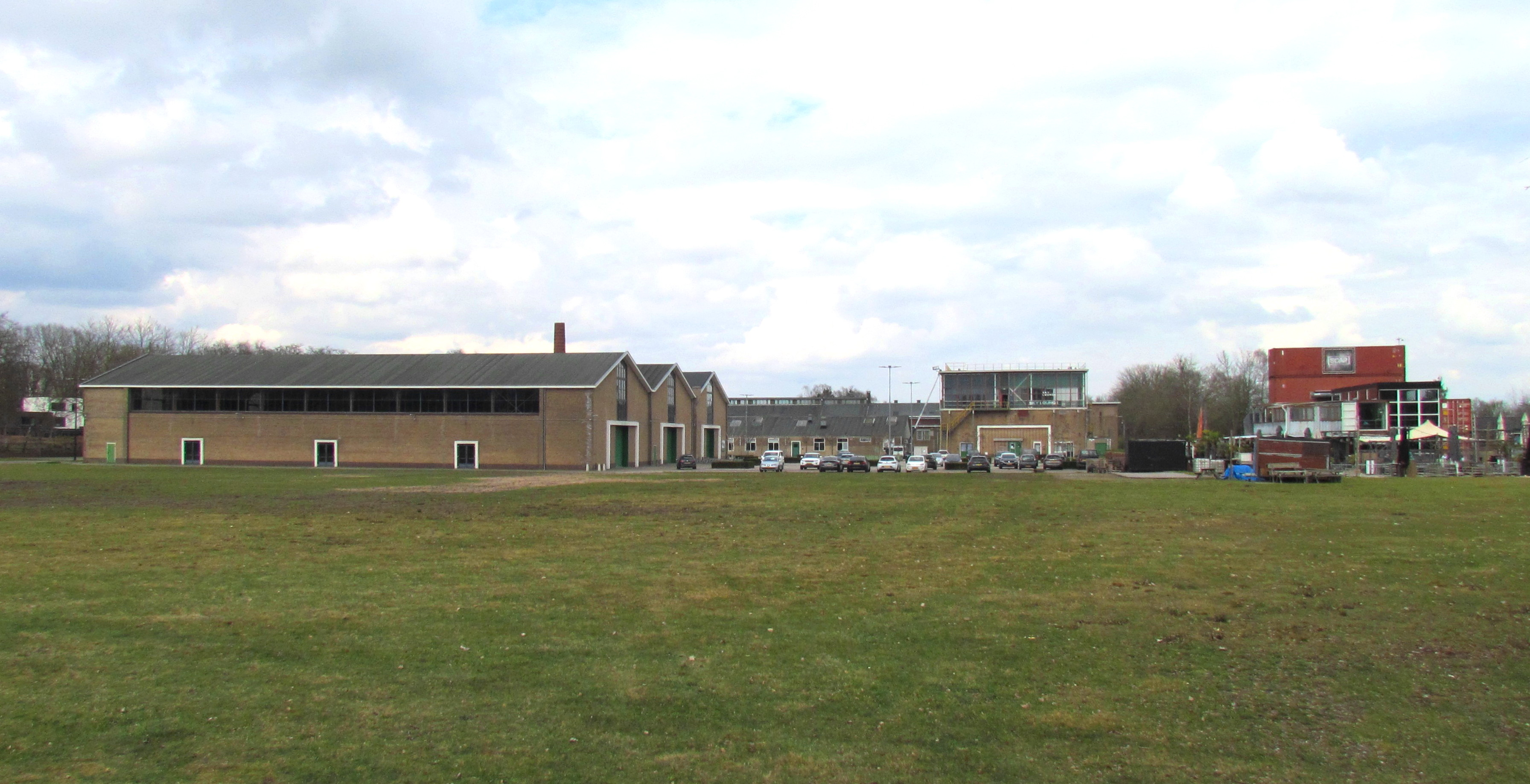
Het terrein vanuit het zuiden gezien, 2025.

Het Zwitsalterrein is een bedrijventerrein gelegen in de Nederlandse stad Apeldoorn. Het terrein ligt ingeklemd tussen het Apeldoorns Kanaal en de Vlijtseweg.

## Geschiedenis
De oprichter van Zwitsal, Cor Jansen, zocht na de Tweede Wereldoorlog voor onder andere de productie van opioïden uit het bolkaf van bolpapaver naar een nieuwe fabriekslocatie. In 1952 kwam langs het Apeldoorns Kanaal een fabriek gereed die was ontworpen door architect Chris ten Tuynte. Tot 1964 zou Ten Tuynte verantwoordelijk blijven voor het ontwerp van alle gebouwen die aan het complex werden toegevoegd. Het kanaal werd als transportroute gebruikt voor de aan- en afvoer van grondstoffen en afvalstoffen.
In 1964 werd Zwitsal overgenomen door AKZO. Het aantal producten werd verder uitgebreid, waardoor op het terrein ook nieuwe gebouwen verschenen, zoals een aërosolfabriek. Op het hoogtepunt van het bedrijf werkten er circa 400 mensen. In 2010 besloot eigenaar MSD om de fabriek te sluiten en de productie over te hevelen naar Oss. In 2011 werd de productie daadwerkelijk gestaakt.
De gemeente Apeldoorn kocht in 2013 het fabrieksterrein aan. De naam 'Zwitsalterrein' bleef behouden, ondanks dat het naamgevende bedrijf er niet meer gevestigd was. Het was de bedoeling om de fabrieksgebouwen te behouden en deze te verhuren, zodat een levendig gebied zou ontstaan. Het moest een woonlocatie worden, maar ook een plek voor creatieve initiatieven. Het terrein ontwikkelde zich echter onvoldoende, terwijl de huurinkomsten achterbleven en de onderhoudskosten stegen. De gemeente gaf daarom in 2021 aan dat het terrein door een commerciële partij verder zou worden ontwikkeld.
In 2022 werd een overeenkomst gesloten met projectontwikkelaar Schipper Bosch. De plannen die in 2023 werden gepresenteerd, behelsden het behoud van bedrijvigheid, de bouw van 550 nieuwe woningen en de sloop van een deel van de oude fabrieksgebouwen. Het grasveld waarop onder andere het Drakenbootfestival plaatsvindt, zou in bezit blijven van de gemeente als evenementenlocatie.